# Emilio Cecchi
Emilio Cecchi (Firenze, 14 luglio 1884 – Roma, 5 settembre 1966) è stato un critico letterario e critico d'arte italiano.
È considerato una delle figure di maggior rilievo del giornalismo culturale italiano della prima metà del Novecento.
Era il padre della sceneggiatrice Suso Cecchi D'Amico (1914-2010) e del costumista, scenografo e pittore Dario Cecchi (1918-1992).

## Biografia
Cecchi nacque a Firenze, in via San Zanobi, figlio di Cesare, che lavorava in una ditta di ferramenta, e di Marianna Sani, proprietaria d'un laboratorio di sartoria. Conseguita la licenza media, nel 1894 s'iscrive ad un istituto tecnico, nonostante la sua propensione per gli studi letterari. Nel 1901, concluse le scuole tecniche, Cecchi trova un impiego presso il Credito Italiano. Nello stesso periodo legge, su impulso di Diego Garoglio, Baudelaire e Poe. Precoce è il suo esordio come critico: nel 1902, all'età di 18 anni, avvia una collaborazione con un settimanale d'arte locale, La Medusa.
L'anno successivo conosce Giovanni Papini e Giuseppe Prezzolini, suoi concittadini, che lo aiutano a farsi pubblicare su Leonardo. Nel 1904 è impiegato come copista all'Ospedale e l'anno dopo muore il fratello Guido. Si trasferisce a Roma nel 1906 e collabora ad Athena e alla Nuova Antologia. Decide di prendere un secondo diploma e, studiando da privatista, riesce a conseguire la maturità classica al Liceo Cicognini di Prato. Successivamente s'iscrive alla Facoltà di Lettere dell'Istituto di Studi Superiori di Firenze; qui incontra Scipio Slataper e Carlo Michelstaedter. Non riesce però a conseguire la laurea (nel 1958, però, l'istituto gli conferirà la laurea honoris causa).
Nel 1910 si fidanza con Leonetta Pieraccini, figlia di un medico di Poggibonsi. Il ritorno a Roma (1910) è importante perché, conosciuti Ugo Ojetti e Giuseppe Antonio Borgese, si orienta decisamente verso l'attività giornalistica. Le sue collaborazioni sono numerose: scrive su La Voce di Prezzolini, il Resto del Carlino, Il Fanfulla ed il Giornale d'Italia. Olindo Malagodi gli prospetta una collaborazione fissa a La Tribuna. Sposata Leonetta, il 27 febbraio del 1911, conosce Giovanni Amendola, Sibilla Aleramo e Vincenzo Cardarelli. Nel 1913 nasce la prima figlia, Giuditta e nel 1914 la seconda, Giovanna (diventerà Suso Cecchi D'Amico); il primo figlio, Mario, nacque morto nel 1912 mentre l'ultimo, Dario, nacque nel 1918.
Conosce Roberto Longhi e Grazia Deledda. Dopo aver esordito nel 1912 col saggio La poesia di Giovanni Pascoli, rivolse le sue attenzioni soprattutto alla letteratura inglese, a cui dedicò diverse traduzioni e importanti scritti critici. È stato probabilmente il primo critico italiano a segnalare l'Ulisse di James Joyce, ma tra le sue scoperte c'è anche un autore italiano, Dino Campana, da lui considerato «il migliore poeta che abbiamo». Il 10 maggio 1915 viene richiamato sotto le armi; a dicembre, in licenza a Roma, conosce di persona il poeta marradese. Nel settembre 1916 è assegnato al Commissariato dell'VIII Corpo d'armata a Firenze; promosso capitano, nel settembre 1917 è in linea sull'Altopiano dei Sette Comuni.
Nel 1918 collabora a L'Astico di Piero Jahier, ha contatti con Michele Cascella, Riccardo Bacchelli, Benedetto Croce (che lo annovera tra i collaboratori de La Critica) e Gaetano Salvemini. È in missione a Londra nel settembre 1918: ivi incontra Chesterton (che contribuirà a far conoscere in Italia) e Hilaire Belloc, e lo coglie l'armistizio di novembre. Il soggiorno inglese vede la sua collaborazione col Manchester Guardian e con l'Observer. Tornato in Italia, Cecchi è nel 1919 uno dei "sette savi" fondatori e co-direttori de La Ronda, la rivista letteraria romana che propugna un ritorno alla tradizione letteraria dopo gli eccessi delle avanguardie. Lo stesso Cecchi interpreta al meglio la poetica rondista del frammento nei suoi elzeviri, vere e proprie prose d'arte di lucida perfezione formale, raccolte nei volumi Pesci rossi (1920) e Corse al trotto (1936).
Negli anni venti i due filoni principali della sua ricerca, letteratura e pittura, procedono appaiati. Nel 1920 esordisce su Valori plastici; dal dicembre 1923 fino al 1927 scrive su La Stampa; nel 1924 assume la titolarità della critica letteraria su Il Secolo. Nel 1925 è tra i firmatari del Manifesto degli intellettuali antifascisti, redatto da Benedetto Croce, ma successivamente cambierà fronte, venendo inoltre insignito del Premio Mussolini per la letteratura nel 1936.. Nel 1927 entra stabilmente nel novero degli elzeviristi del Corriere della Sera. Infine, cura con Roberto Longhi la direzione della rivista Vita Artistica. Viaggia molto, specie in Gran Bretagna e nei Paesi Bassi, e nel 1930 si reca negli Stati Uniti, in California ed in Messico. Collabora con i registi Alessandro Blasetti e Mario Camerini, occupandosi di coordinare i lavori ai copioni di Luigi Pirandello, Mario Soldati, Malipiero e Guglielmo Alberti.
Negli anni trenta procede intensamente l'attività di critico, anche sulle riviste di Ugo Ojetti (Dedalo, Pegaso e Pan). Collabora all'Enciclopedia Italiana diretta da Giovanni Gentile. La sua incessante attività lo conduce alla nomina all'Accademia d'Italia nel maggio del 1940. Collabora anche come autore di riduzioni cinematografiche di importanti opere della letteratura italiana. Tra il 1940 ed il 1941 lavora alle sceneggiature di Piccolo mondo antico di Soldati ed  I promessi sposi di Camerini. Per un certo periodo è anche direttore della società di produzione Cines.
La sua abitazione durante gli anni di guerra viene visitata da Alberto Moravia, Elsa Morante, Leo Longanesi e Vitaliano Brancati. Dopo la Liberazione riprende i contatti con le testate per cui aveva scritto nell'anteguerra. Nel 1946 riprende la collaborazione col Corriere della Sera. Parallelamente si riannodano i rapporti internazionali (La Parisienne, Neue Zurcher Zeitung, Times Literary Supplement). Nel 1947 Arrigo Benedetti lo chiama a L'Europeo. Nello stesso anno è nominato accademico dei Lincei. Negli anni sessanta dirige con Natalino Sapegno la Storia della letteratura italiana, che viene pubblicata da Garzanti Editore in 10 volumi tra il 1965 ed il 1969.
Il Fondo Cecchi è conservato presso il Gabinetto Viesseux di Firenze.

## Opere

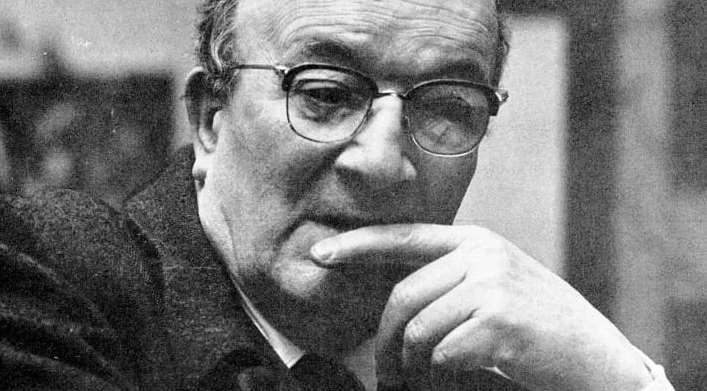
Primo piano di Emilio Cecchi

### Critica letteraria
- La poesia di Giovanni Pascoli (1912)
- Note d'arte a Valle Giulia (1912)
- Studi critici (1912)
- Storia della letteratura inglese del secolo XIX (1915)
- Scrittori inglesi e americani (1935)
- I grandi romantici inglesi (1957)
- Il meglio di Katherine Mansfield (1957)
- Libri nuovi e usati (1958)

### Critica d'arte
- Pittura italiana dell'Ottocento (1926)
- Trecentisti senesi (1928)
- Donatello (1932)
- La scultura fiorentina del Quattrocento (1956)

### Letteratura
- Pesci rossi, Firenze, Vallecchi, 1920.
- La giornata delle belle donne (1924)
- L'osteria del cattivo tempo (1927)
- Qualche cosa (1931)
- Messico (1932)
- Viaggio in Grecia. Et in Arcadia ego (1936)
- Corse al trotto. Saggi, capricci e fantasie (1936)
- America amara (1939)

### Raccolte postume
- Firenze, Collana Scrittori italiani e stranieri, Milano, Mondadori, 1969. - Prefazione di Pietro Citati, a cura di Luigi Mascheroni, Collana Ante Litteram, Torino, Aragno, 2017, ISBN 978-88-841-9922-5.
- Saggi e Viaggi, a cura di Margherita Ghilardi, Collana I Meridiani, Milano, Mondadori, 1997, ISBN 978-88-043-7950-8.

### Epistolari
- Carteggio Cecchi-Praz, a cura di F. B. Crucitti Ullrich, Milano, Adelphi, 1985, ISBN 978-88-459-0614-5.
- L'onestà sperimentale. Carteggio di Emilio Cecchi e Gianfranco Contini, a cura di P. Leoncini, Milano, Adelphi, 2000, ISBN 978-88-459-1532-1.
- Antonio Baldini-Emilio Cecchi, Carteggio 1911-1959, a cura di M. C. Angelini e M. Bruscia, Roma, Storia e Letteratura, 2003, ISBN 978-88-849-8111-0.

### Traduzioni
- Gilbert Keith Chesterton, Le avventure di un uomo vivo, Milano, Mondadori, 1965.

### Cinema
- Soggetto del film 1860 di Alessandro Blasetti (1934).
- Produttore del cortometraggio Assisi di Alessandro Blasetti (1932).
- Produttore del documentario Tarquinia di Carlo Ludovico Bragaglia.
- Produttore e collaboratore alla sceneggiatura di La tavola dei poveri di Alessandro Blasetti (1932).
- Capo della produzione di Acciaio di Walter Ruttman (1933).

## Riconoscimenti
Nel 1952, insieme a Marino Moretti e Ferdinando Neri, riceve il Premio Feltrinelli per le Lettere, conferito dall'Accademia dei Lincei.